# Maxwell (unité)
Pour les articles homonymes, voir Maxwell.
Le maxwell (symbole Mx) est l'unité CGS « électromagnétique » à trois dimensions de flux d'induction magnétique.
Le maxwell, nommé en l'honneur du physicien écossais James Clerk Maxwell, ne peut pas être comparé strictement à l'unité correspondante du Système international (SI), le weber, car le SI est à quatre dimensions lorsqu'on se limite aux grandeurs mécaniques et électriques. Cela dit, le maxwell correspond à 10-8 Wb.